# کوئین (پنسیلوانیا)
کوئین (به انگلیسی: Queen) یک منطقهٔ مسکونی در ایالات متحده آمریکا است که در پنسیلوانیا واقع شده است. کوئین ۳۹۱٫۹۸ متر بالاتر از سطح دریا قرار دارد.